# 橫山勇
橫山 勇（1889年3月1日—1952年4月21日）為日本陸軍軍人。最終階級為陸軍中將。福島縣出身。

## 經歷
為擔任過步兵第51連隊長陸軍大佐横山新治 的長男，1889年（明治22年）3月1日在千葉縣出生。就讀過姫路中學校、大阪陸軍幼年學校、中央幼年學校等校。1909年（明治42年）5月、陸軍士官學校（21期）畢業。同年12月、任官步兵少尉擔任步兵第3連隊付。1915年（大正4年）12月、陸軍大學校（27期）畢業。
1919年（大正8年）4月、擔任過參謀本部付勤務、參謀本部員（鐵道班），及陸軍省軍務局課員等職。1924年（大正13年）8月、昇進步兵少佐擔任陸軍兵器本廠付。1925年（大正14年）1月起至1927年（昭和2年）3月派駐德國。歸國後、就任陸軍省整備局課員。
1927年6月、借調到資源局任事務官。1928年（昭和3年）8月、進級步兵中佐。1929年（昭和4年）4月、就任資源局企劃部第2課長。1932年（昭和7年）4月、擔任關東軍司令部付，同年8月、昇進歩兵大佐。
1933年（昭和8年）8月、擔任整備局動員課長。之後歷經步兵第2連隊長、第6師團參謀長等職。1937年（昭和12年）3月、進級陸軍少將，派令擔任兵器本廠付（資源局企劃部長）。歷任企劃院總務部長、同院第1部長。1939年（昭和14年）8月、進升陸軍中將，擔任東部防衛司令部付。同年9月、派令擔任第1師團長，前往滿洲赴任。1941年（昭和16年）10月、擔任第4軍司令官，迎接太平洋戰爭。
1942年（昭和17年）12月、擔任第11軍司令官，指揮桂林戰役、徹底嚴格執行命令。
1943年（昭和18年）年11月指揮常德会战違反《日內瓦公約》使用生化武器，敗退時焚城並屠殺平民及俘虜、軍紀蕩然無存。
1944年6月22日-8月8日、指揮衡陽戰役，中國稱為「衡陽保衛戰」。
1944年（昭和19年）11月、擔任西部軍司令官、第16方面軍司令官兼西部軍管區司令官在福岡迎接終戰。
1945年（昭和20年）10月、編入預備役。
1946年（昭和21年）7月、因九州大學活體解剖事件及油山事件擔負責任遭佔領軍逮捕。1948年（昭和23年）8月、被軍事法庭判決絞首刑。1950年（昭和25年）7月、再審減刑為禁錮刑。1952年（昭和27年）4月21日、在巢鴨監獄病死，享年63歲。

## 親族
- 弟 佐藤節（陸軍大佐/"橫山勇"的弟弟繼承祖母的姓氏故姓"佐藤"）